# Родионов, Пётр Михайлович
Пётр Миха́йлович Родионов (12 июля 1925, Кулаковка, Шатурский район — 19 октября 1969, Черусти, Шатурский район) — участник Великой Отечественной войны, полный кавалер ордена Славы.

## Биография
Пётр Михайлович родился 12 июля 1925 года в д. Кулаковка Шатурского района в семье крестьянина. Окончил 10 классов.

## Великая Отечественная война
В Красной Армии и на фронте в Великую Отечественную войну с января 1943 года.Приказом №: 5/н от: 27.07.1944 года автоматчик 1-й мотоциклетной роты рядовой Родионов награждён медалью "За отвагу" за уничтожение 8 солдат противника во время боя за деревни Почапы и Княже.
Командир отделения взвода пешей разведки 41-го гвардейского стрелкового полка (14-я гвардейская стрелковая дивизия, 5-я гвардейская армия, 1-й Украинский фронт) гвардии сержант Родионов, преследуя отходящего противника, под населённым пунктом Стопница (Польша) 12.01.1945 года уничтожил с группой разведчиков 13 гитлеровцев, захватил 2 пулемёта, две 150-мм пушки и подавил огневую точку. 29.01.1945 года награждён орденом Славы 3 степени. 05.02.1945 года с подчинёнными у населённого пункта Яцер (Польша) отбил контратаку противника, сразив плотным огнём свыше 20 вражеских солдат и офицеров, а 4 взял в плен. 12.04.1945 года награждён орденом Славы 2 степени.
16.04.1945 года его отделение без потерь преодолело реку Нейсе южнее г. Левен (Германия) и через минное поле внезапным броском с тыла ударило по врагу. Были подорваны 2 автомашины с боеприпасами, 4 пулемёта, лично уничтожил 34 гитлеровца. Родионов был ранен, но удержал занятую позицию до подхода основных сил. Был представлен к награждению  орденом Отечественной войны 2-й степени. 27.06.1945 года награждён орденом Славы 1 степени.

## После войны
В 1945 году — демобилизован. Жил на ст. Черусти Шатурского района. Работал инспектором Госстраха.

## Смерть
Умер 19.10.1969 года.

## Память
Его портрет установлен на мраморной доске в аллее Героев Советского Союза г. Шатура. Имя его вместе с другими именами полных кавалеров ордена Славы высечено на мраморных пилонах в Зале славы в Центральном музее Великой Отечественной войны на Поклонной горе.

## Награды
- Орден Славы 3 степени (29.01.1945)
- Орден Славы 2 степени (12.04.1945)
- Орден Славы 1 степени (27.06.1945)
- Орден Отечественной войны 2-й степени
- Медаль "За Отвагу"